# Louis Van der Swaelmen
Pour les articles homonymes, voir Van der Swaelmen.
Louis Van der Swaelmen, né le 18 octobre 1883 à Ixelles et mort le 12 octobre 1929 à Montreux, en Suisse, est un architecte-paysagiste belge.
Il a été le principal théoricien des principes à mettre en œuvre pour la reconstruction de la Belgique après la Première Guerre mondiale.

## Biographie
Fils de Louis-Léopold Van der Swaelmen, architecte paysagiste, inspecteur des Parcs et Jardins de l'état, auprès de qui il se forme, Louis se mobilise dans un premier temps pour la protection et la conservation des monuments et des paysages. C'est par ce biais qu'il arrive à l'urbanisme dont il s'attache à souligner la signification et le rôle civique. Il fonde la  Ligue  des  Amis  de  la  Forêt de Soignes en 1909.  

### L'Exposition universelle de 1905
À l'automne 1904, Louis Van der Swaelen, délégué par son père à Liège, est chargé pour l'Exposition universelle de 1905 de la conception des espaces verts, s'étendant sur environ 65 hectares, et de l'implantation des bâtiments dans le parc de la Boverie et le Jardin d'acclimatation. Aux Vennes, en quelques mois, 200 000 arbres et arbustes sont plantés. Il est secondé, pour cette partie de la mission par des jardiniers délégués spécialement à cet effet par la ville de Paris.

### Pendant la guerre
Il se réfugie à Leyde en Hollande à la déclaration de la Première Guerre mondiale. Il y publie en 1916 le premier traité d'urbanisme : Préliminaires d'Art civique. Il y élabore l'idée de « Park-system », avec pour but d'entourer la ville de cités-jardins isolées de la ville par une ceinture verte, le centre de la ville se consacrant aux activités commerciales, administratives et financières.
Il rencontre Jean-Jules Eggericx pendant la guerre, lors des commissions d'études de l'Union Internationale des Villes. Avec Berlage, Cuyers et Huib Hoste, jeune architecte belge proche du mouvement De Stijl, il crée le Comité néerlando-belge d'art civique dans le but de reconstruire la Belgique sur des bases rationnelles.

### Les cités jardins
Louis Van der Swaelmen crée la  Société des urbanistes en Belgique, qu'il préside jusqu’en 1927, et la revue moderniste La cité dans laquelle il écrit. 
De 1922 à 1929, il met sur pied les cités-jardins le Logis et Floréal, à Watermael-Boitsfort près de Bruxelles, où il s'occupera du dessin des quartiers, de l'implantation des maisons et des plantations, tandis que Jean-Jules Eggericx fera les plans des habitations. Il participe également à la création de La Cité Moderne à Berchem-Sainte-Agathe, de la cité-jardin du Kapelleveld à Woluwe-Saint-Lambert et de la cité Klein Rusland à Zelzate.
À partir de 1927, Van der Swaelmen est professeur d'urbanisme et d'architecture à l'Institut supérieur des arts décoratifs de Bruxelles.

Cités-jardins à Bruxelles.
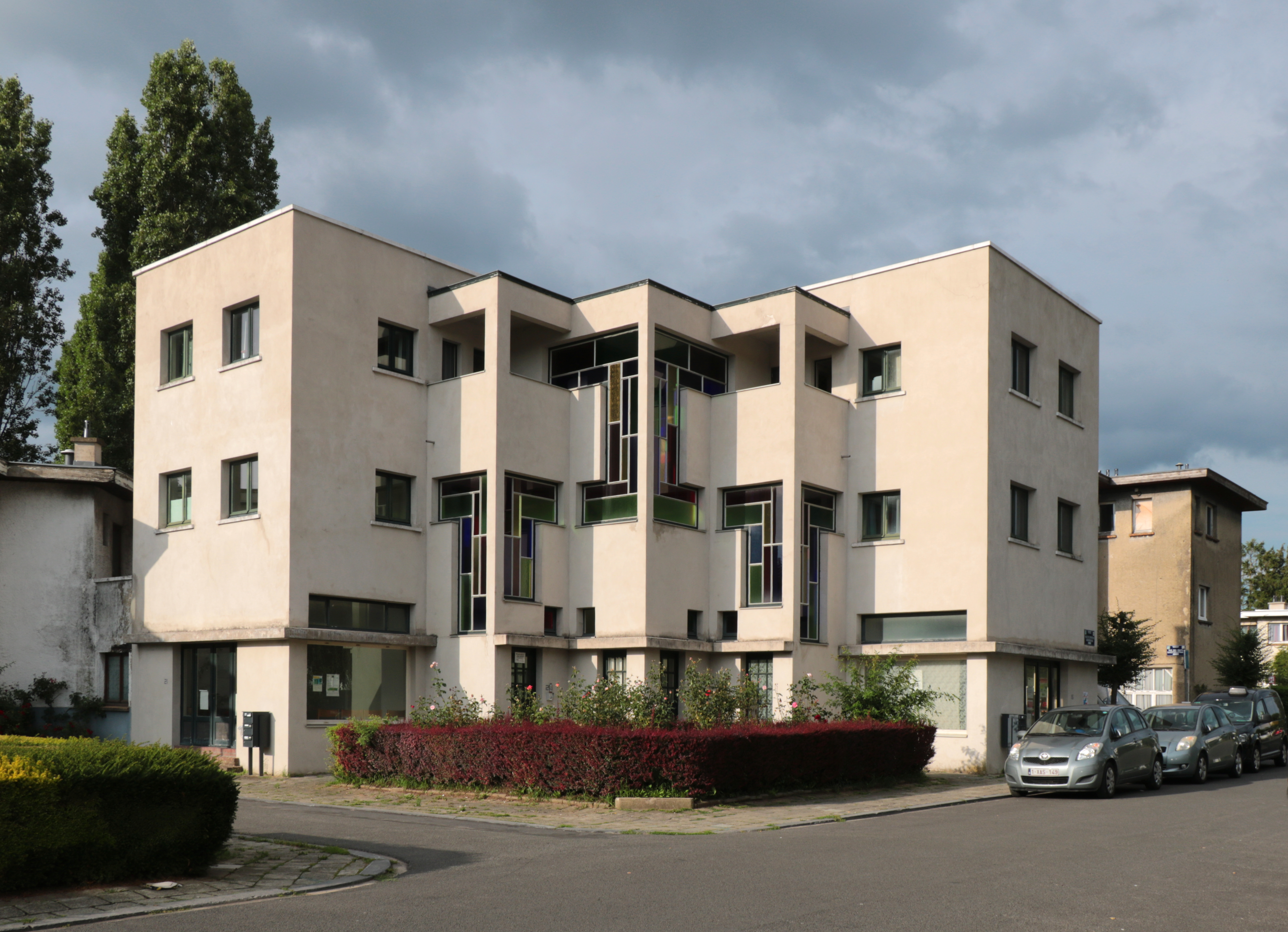
Cité Moderne - place des Coopérateurs.
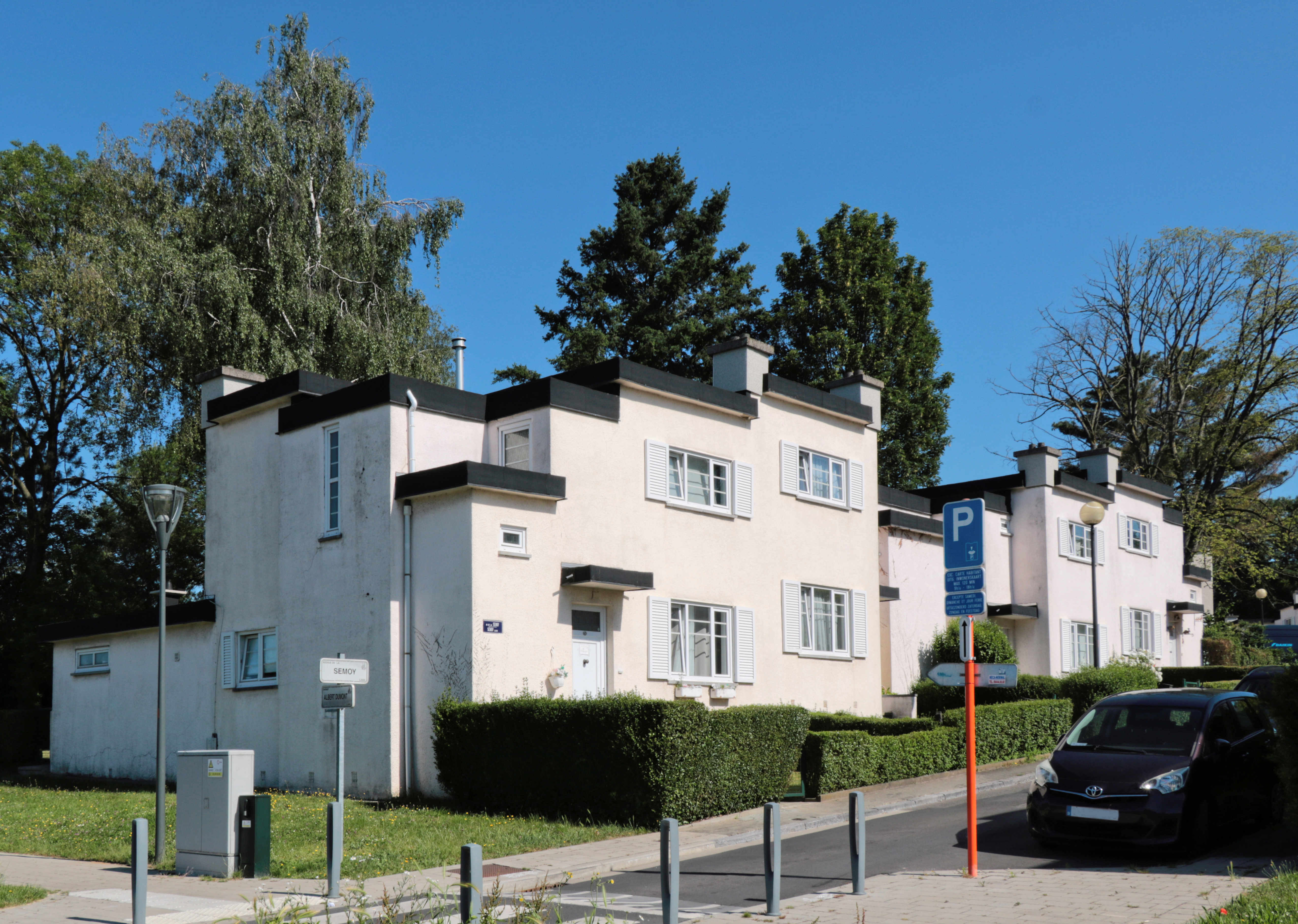
Cité-jardin du Kapelleveld - avenue de la Semoy no 58
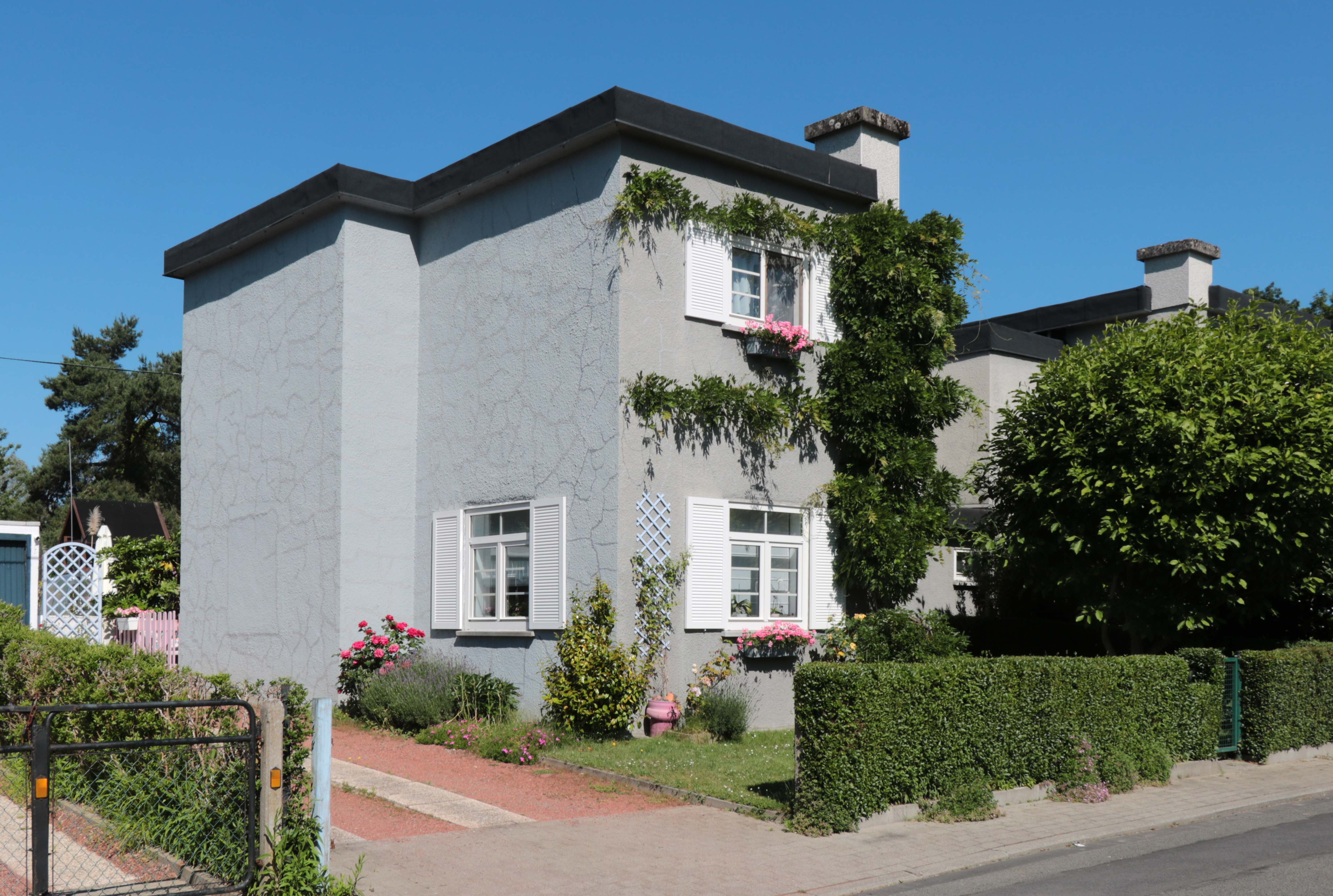
Kapelleveld - avenue du Bois Jean no 34.